# 源氏将军
源氏将军（日语：／）是指拥有源氏血统的日本幕府将军，特别是清和源氏中的河内源氏出身的征夷大将军。“源氏将军”狭义上是指开创镰仓幕府的三代将军：源赖朝、源赖家和源实朝。广义上则包括河内源氏的足利尊氏开创的室町幕府足利将军家，以及以源氏为名开创江户幕府的德川将军家。